# Suzette (keresztnév)
A Suzette vagy Susette külföldi, jellemzően frankofón és angol nyelvű országokban használt női keresztnév. A Zsuzsanna névvel rokonítható keresztnevek közé tartozik, a név francia nyelvváltozatából (Suzanne), az ott gyakori „-ette” kicsinyítő képzővel előállítható becéző alakból jött létre.

## A név ismertebb viselői

### Létező személyek
- Pamela Suzette Grier (1949– ) amerikai színésznő
- Jamia Suzette "Jayma" Mays (1979– ) amerikai színésznő és énekes.

### Fiktív személyek
- Suzette, az Örök lányok (eredeti címén: The Banger Sisters) című 2002-ben bemutatott vígjáték női főszereplője (játszotta: Goldie Hawn)
- Suzette, szereplő Edward Sheldon: Románc című, magyar nyelven is játszott színdarabjában

## Magyar névváltozata
A Suzette / Susette keresztnévnek anyakönyvezhető magyar nyelvű megfelelője jelenleg nincs. Meglehetősen valószínű – bár tényszerűen nem igazolható –, hogy ezen keresztnév magyarításával született a Zsuzsietta név, amelynek első nyomtatott előfordulásai Czakó Gábor Eufémia című, 1983-ban megjelent regényéből (illetve az eredetileg folytatásokban publikált mű folyóiratbeli megjelenéseiből) ismertek: ott egy kitalált szereplő, egy kotnyeles fiatal lány, Lüttyöm Zsuzsietta viseli ezt a nevet. Ez a magyar név az érintett nyelvek névhasználati logikája alapján többé-kevésbé megfeleltethetőnek tűnik a Suzette magyarításának, de nem zárható ki, hogy teljes egészében Czakó írói szüleménye, illetve feltételezhető, hogy a kialakulásánál más női nevek nyugat-európai nyelvekben kialakult becézett változatainak (pl. Giulietta) hangalakja is szerepet játszott.